# Goat Horn
A Goat Horn kanadai heavy/doom metal együttes volt. 1999-ben alakultak az ontariói Pembroke-ban.
A zenekar tagjai Jason Decay, Brandon Wars és Steel Rider voltak. Mindhárman szerepeltek már helyi együttesekben a Goat Horn megalakulása előtt. Zenéjükre a Cathedral, a Motörhead, a Venom, a WASP és a hasonló együttesek hatottak.
2006-os feloszlásukig három nagylemezt adtak ki. Feloszlásuk után Jason Decay új együttest alapított Cauldron néven. 
2011 augusztusában újból összeálltak egy koncert erejéig.

## Tagok
- Jason Decay - ének, basszusgitár
- Brandon Wars - gitár
- Steel Rider - dob

## Diszkográfia
- Voyage to Nowhere (2001)
- Storming the Gates (2003)
- Threatening Force (2005)